# Artiom Lobov
Artiom Lobov (ryska: Артём Лобов), född 11 augusti 1986 i Nizjnij Novgorod, är en rysk MMA-utövare som sedan 2015 tävlar i organisationen Ultimate Fighting Championship.